# 12月12日
12月12日（じゅうにがつじゅうににち）は、グレゴリオ暦で年始から346日目（閏年では347日目）にあたり、年末まであと19日ある。

## できごと
- 316年（建興4年11月12日） - 西晋が滅亡する。
- 1098年 - 第1回十字軍: マアッラ攻囲戦が終結。
- 1408年 - ハンガリー王ジギスムントがドラゴン騎士団を設立。
- 1781年 - アメリカ独立戦争: ウェサン島の海戦。
- 1787年 - ペンシルベニア州がアメリカ合衆国憲法を承認し、アメリカ合衆国2番目の州となる。
- 1847年 - ドイツの電機機器メーカーシーメンスがベルリンで設立される。
- 1870年（明治3年閏10月20日） - 官設鉄道（国鉄の前身）の建設母体が「民部省鉄道掛」から「工部省鉄道掛」へと改組。
- 1901年 - マルコーニがイギリス・カナダ間の大西洋横断無線通信を成功させる。
- 1908年 - 北原白秋、木下杢太郎らが青年文芸・美術家の懇談会「パンの会」を結成。
- 1911年 - イギリス支配下のインド帝国がコルカタ（カルカッタ）からニューデリーに遷都。
- 1913年 - 1911年にルーヴル美術館から盗まれて以来行方不明になっていた『モナ・リザ』がフィレンツェで発見される。
- 1915年 - 中華民国大総統袁世凱が皇帝に即位、元号は洪憲とし、国号は中華帝国に改称。
- 1916年 - 第一次世界大戦: ドイツがアメリカに連合国との和平交渉の意志を伝達。
- 1925年 - イランの議会がレザー・パフラヴィーの皇帝即位を議決。
- 1926年 - 京都高島屋本館が全焼[1]。
- 1936年 - 張学良・楊虎城配下の部隊が西安滞在中の蔣介石を拘束、国共合作と抗日を要求（西安事件）。
- 1937年 - 日中戦争:南京攻略戦の日本海軍機が、米太平洋艦隊の「パナイ」と英海軍の「レディーバード」を中国側の艦船と誤認して攻撃。「パナイ」は沈没、「レディーバード」も損害を被った（パナイ号事件）。
- 1939年 - 北海道猿払村沖でソ連の貨客船「インディギルカ号」が座礁・沈没。700人以上が死亡。
- 1941年 - 第二次世界大戦: イギリスがブルガリア・ハンガリー・ルーマニアに宣戦布告。インドが日本に宣戦布告。
- 1941年 - 第二次世界大戦: 支那事変（日中戦争）からの一連の戦争を総称して「大東亜戦争」と呼ぶとする閣議決定が発表。
- 1942年 - 第二次世界大戦・独ソ戦: 冬の嵐作戦開始。
- 1945年 - GHQが、『忠臣蔵』などの仇討ち・心中物の芝居の上演禁止を指令。
- 1946年 - 東洋時計（オリエント時計の前身）の労働争議に暴力団が介入。1名が死亡[2]、負傷多数。
- 1947年 - 児童福祉法公布。
- 1953年 - 青森県新和村一家7人殺害事件。青森県中津軽郡新和村（現：弘前市）で一家7人が射殺され、現場の家が全焼し1人が焼死した。
- 1956年 - 日本の国連加盟が国際連合安全保障理事会決議121の全会一致で決定。
- 1958年 - ギニアが国連に加盟。
- 1961年 - 世界初のアマチュア衛星、オスカー1号打ち上げ。
- 1961年 - 旧日本軍将校らによるクーデター計画が発覚（三無事件）。
- 1963年 - ケニアがイギリスから独立。
- 1964年 - ケニア首相ジョモ・ケニヤッタが初代大統領に就任。
- 1965年 - 古谷惣吉連続殺人事件（警察庁広域重要指定105号事件）：西日本（近畿地方・九州）にて独居老人8人を殺害したとして指名手配されていた古谷惣吉が兵庫県西宮市内（芦屋市との境界付近）で逮捕される。
- 1966年 - 中央本線初の特急列車「あずさ」がデビュー。
- 1969年 - イタリアでフォンターナ広場爆破事件が発生。
- 1971年 - 興亜観音・殉国七士之碑爆破事件起こる。
- 1973年 - 三菱樹脂事件の最高裁大法廷判決。
- 1978年 - 大韓民国（第四共和国時代）で、第10代総選挙が行なわれる。
- 1979年 - 韓国で粛軍クーデター。国軍保安司令官・全斗煥少将が、自身の友人でもある第9歩兵師団長・盧泰愚少将などの軍内秘密組織「ハナフェ」と共に軍の実権を掌握。
- 1979年 - ローデシア問題: 1965年に一方的にイギリスからの独立を宣言したジンバブエ・ローデシアがイギリス植民地に復帰。
- 1979年 - 国鉄宮崎実験線で超電導リニアが504 km/hを達成。初めて500 km/hを超える。
- 1979年 - トゥマコ地震発生。
- 1980年 - 日本の自動車生産台数が1100万台突破。アメリカを抜き世界一となる。
- 1984年 - マーウイヤ・ウルド・シディ・アハメド・タヤがモーリタニアの国家元首になる。
- 1988年 - 岩波書店が絵本『ちびくろサンボ』を絶版とする。
- 1996年 - イラクでフセイン大統領の長男、ウダイの暗殺未遂事件起こる。
- 2000年 - 米大統領選のフロリダ州での票の集計をめぐる訴訟（ブッシュ対ゴア事件）で、連邦最高裁が票の再集計を禁止する判決を出し、ジョージ・W・ブッシュの当選が確定。
- 2000年 - 都営地下鉄大江戸線が全線開通[3]。
- 2002年 - ウィキペディアの姉妹プロジェクトウィクショナリーが活動開始。
- 2011年 - 日本の情報収集衛星「レーダー3号機」を搭載したH2Aロケットが種子島宇宙センターから打ち上げられる[4]。
- 2012年 - 北朝鮮が人工衛星と称した弾道ミサイルを打ち上げる[5]。
- 2015年 - 第21回気候変動枠組条約締約国会議（COP21）がパリ協定を採択する[6]。
- 2016年 - ベネズエラの最高額紙幣100ボリバル・フエルテが廃止。同月15日までを期限に新紙幣への交換が始まった[7]。
- 2019年 - 2019年イギリス総選挙が行われる。
- 2020年 - 大島理森衆議院議長の在職日数が2030日となり、河野洋平元衆議院議長の在職日数（2029日）を抜いて歴代単独1位となった[8]。
- 2021年 - F1アブダビGPにて、レッドブル・ホンダのマックス・フェルスタッペンが、ホンダエンジン搭載車としては1991年のアイルトン・セナ以来30年ぶりであり、オランダ人初のワールドチャンピオンを獲得した。

## 誕生日

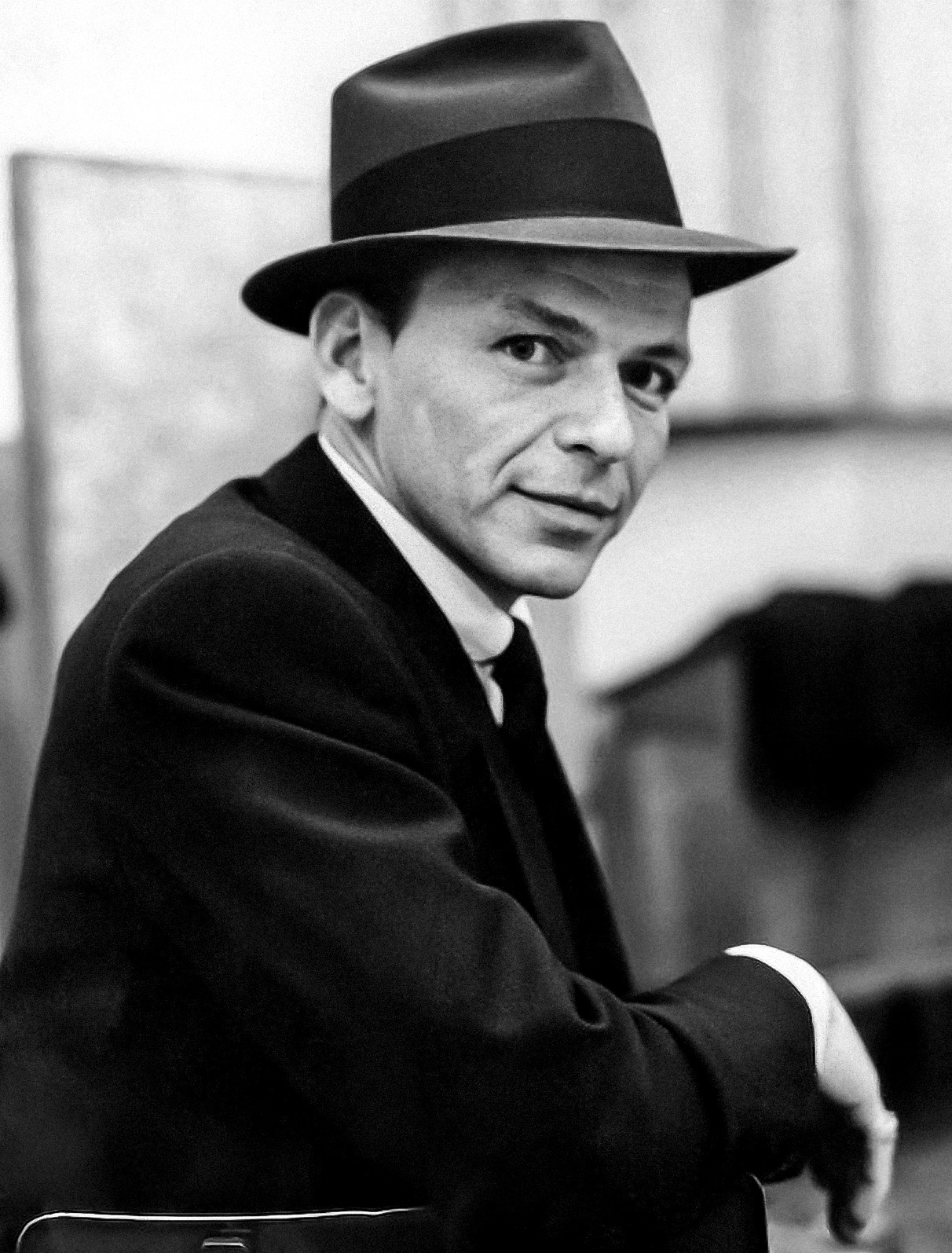
歌手・俳優フランク・シナトラ(1915-1998)誕生。

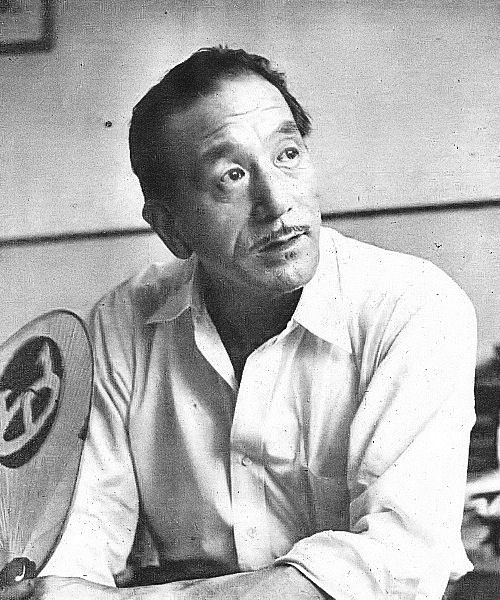
映画監督小津安二郎(1923-2023)誕生。

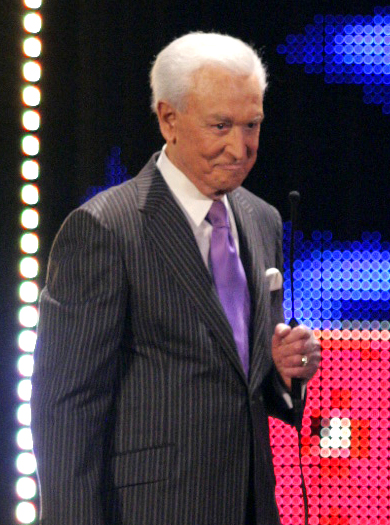
長年にわたって人気番組の司会だった動物の権利活動家ボブ・バーカー(1903-1963)誕生。

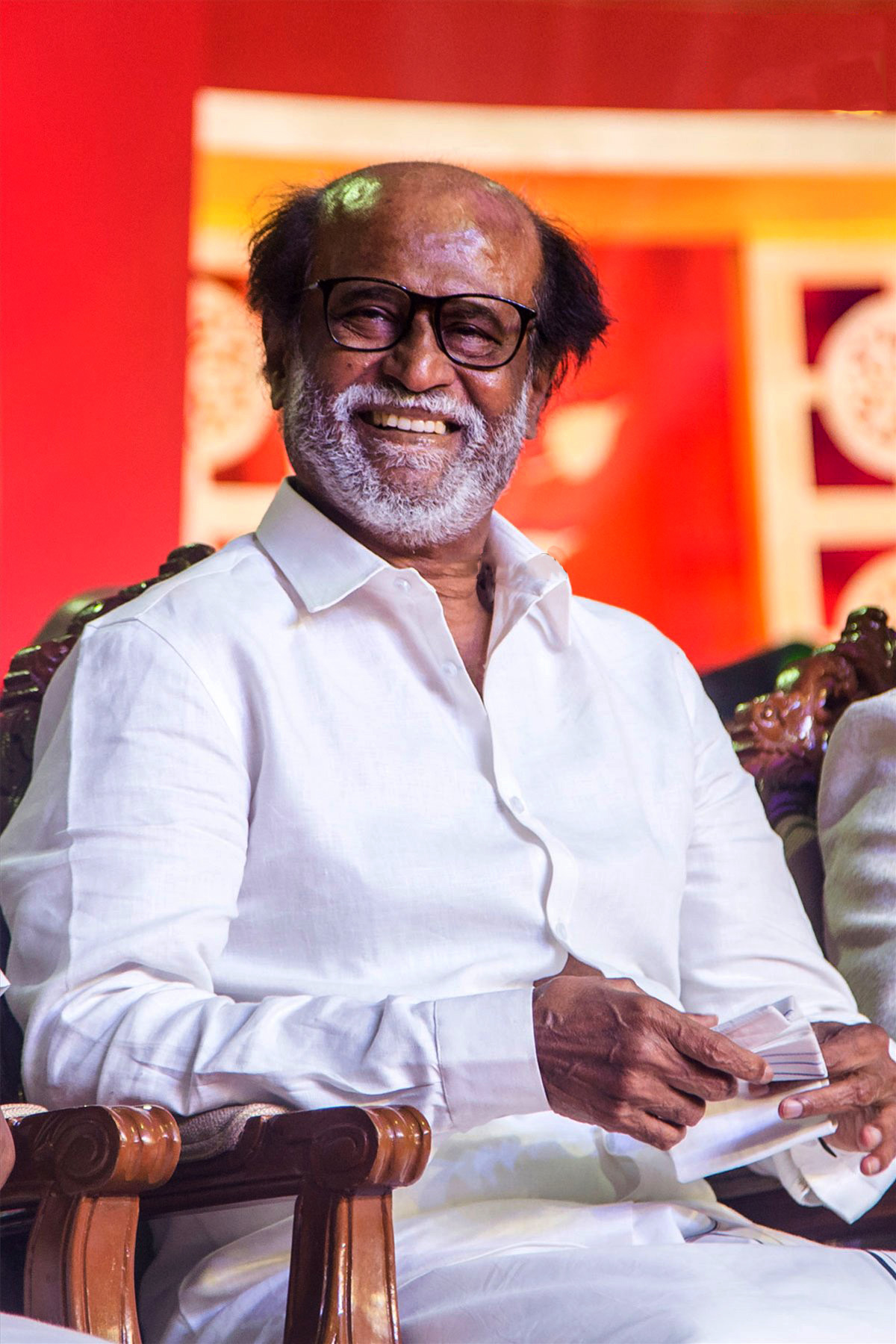
俳優ラジニカーント(1950-)誕生。

- 1526年 - サンタ・クルス侯爵アルバロ・デ・バサン、軍人（+ 1588年）
- 1724年 - カール・テオドール、バイエルン選帝侯（+ 1799年）
- 1731年 - エラズマス・ダーウィン、医師、詩人、自然哲学者（+ 1802年）
- 1777年 - アンリ・ブランヴィル、動物学者、解剖学者（+ 1850年）
- 1791年 - マリア・ルイーザ、フランス皇帝ナポレオン1世の皇后、パルマ公国女公（+ 1847年）
- 1801年 - ヨハン、第4代ザクセン王国国王（+ 1873年）
- 1805年 - ウィリアム・ロイド・ガリソン、奴隷制廃止運動家（+ 1879年）
- 1819年 - ジュール＝ウジェーヌ・ルヌヴー、画家（+ 1898年）
- 1821年 - ギュスターヴ・フローベール、作家（+ 1880年）
- 1832年 - ルートヴィヒ・シロー、数学者（+ 1918年）
- 1838年 - シャーバーン・バーナム、天文学者（+ 1921年）
- 1840年 - グスタフ・コーン、経済学者（+ 1919年）
- 1848年（嘉永元年11月17日） - 三宅秀、医師、洋学者、政治家、東京帝国大学名誉教授（+ 1938年）
- 1862年 - ジョセフ・ブルース・イズメイ、実業家（+ 1937年）
- 1863年 - エドヴァルド・ムンク、画家（+ 1944年）
- 1866年 - アルフレート・ヴェルナー、化学者（+ 1919年）
- 1887年 - 徳三宝、柔道家（+ 1945年）
- 1898年 - 黒島伝治、小説家（+ 1943年）
- 1898年 - 大内青圃、仏師、彫刻家（+ 1981年）
- 1901年 - 木村伊兵衛、写真家（+ 1974年）
- 1902年 - アントニオ・ホセ、作曲家（+ 1936年）
- 1903年 - 小津安二郎、映画監督（+ 1963年）
- 1904年 - 杉野嘉男、武術化、武道家（+ 1998年）
- 1904年 - ニコラ・ド・ガンズビュール、俳優、ファッション雑誌編集者（+ 1981年）
- 1906年 - 澤山宗海、武道家（+ 1977年）
- 1915年 - フランク・シナトラ、歌手（+ 1998年）
- 1915年 - 小池禮三、水泳選手（+ 1998年）
- 1920年 - 前川辰男、政治家、環境運動家（+ 2017年）
- 1922年 - 渡辺淳、評論家、フランス文学者、翻訳家、旧・東京都立大学名誉教授（+ 2021年）
- 1923年 - ボブ・バーカー、the price is rightの司会者、動物の権利活動家（+ 2023年）
- 1923年 - 堀井数男、元プロ野球選手（+ 2006年）
- 1923年 - 津村謙、流行歌手（+ 1961年）
- 1923年 - 田中卓、歴史学者（+ 2018年）
- 1924年 - エド・コッチ、政治家（+ 2013年）
- 1925年 - 橋本三治、将棋棋士（+ 2002年）
- 1927年 - ロバート・ノイス、インテル設立者（+ 1990年）
- 1928年 - 加藤康三、実業家、元オリエンタルランド社長（+ 2011年）
- 1928年 - ヘレン・フランケンソーラー、画家（+ 2011年）
- 1928年 - チンギス・アイトマートフ、小説家（+ 2008年）
- 1928年 - ロンサム・サンダウン、ブルース・ミュージシャン（+ 1995年）
- 1929年 - 穐吉敏子、ジャズピアニスト、作曲家
- 1932年 - あした順子、奇術師、漫才師
- 1932年 - 秦郁彦、歴史学者
- 1933年 - 田波靖男、脚本家（+ 2000年）
- 1934年 - 菅貫太郎、俳優（+ 1994年）
- 1935年 - 鈴木本一郎、俳優、モデル、ライター、編集者
- 1936年 - 森内俊雄、小説家（+ 2023年）
- 1937年 - ブライアン・ラムレイ、ホラー小説家（+ 2024年）
- 1937年 - マイケル・ジェフリー、軍人（+ 2020年）
- 1938年 - 秋草直之、元富士通社長（+ 2016年）
- 1938年 - 黒江透修、元プロ野球選手
- 1938年 - コニー・フランシス、歌手、女優
- 1939年 - マイケル・S・ガザニガ、心理学者
- 1940年 - ディオンヌ・ワーウィック、歌手
- 1943年 - グローヴァー・ワシントン・ジュニア、スムーズジャズのサクソフォーン奏者（+ 1999年）
- 1944年 - 舟木一夫、歌手
- 1946年 - 高山鈴江、元バレーボール選手
- 1946年 - エマーソン・フィッティパルディ、F1レーサー
- 1948年 - 西垣通、計算機科学者
- 1948年 - トム・ウィルキンソン、俳優（+ 2023年）
- 1948年 - 金海繁、プロゴルファー（+ 2008年）
- 1949年 - 大井利夫、映画監督、演出家
- 1950年 - 工藤忠幸、シンガーソングライター
- 1950年 - 大室勝美、元プロ野球選手
- 1950年 - ラジニカーント、映画俳優
- 1950年 - トマス・ジェイムズ・ヴィルサック、政治家
- 1951年 - 安孫子信、哲学者
- 1954年 - 岡田貴久子、作家
- 1954年 - 千正培、政治家、弁護士
- 1955年 - 中村梅雀、俳優
- 1955年 - 湖条千秋、女優、元宝塚歌劇団
- 1955年 - 井辻朱美、翻訳家、小説家、歌人
- 1956年 - 大森隆志、ミュージシャン（元サザンオールスターズ）
- 1956年 - 越川和彦、外交官
- 1956年 - 三木聖子、元歌手、元女優
- 1957年 - 坂東尚樹、声優
- 1957年 - スザンナ・タマーロ、小説家
- 1957年 - シーラ・E、歌手
- 1957年 - 平野聡、実業家
- 1958年 - 長村裕之、元プロ野球選手
- 1958年 - 木村隆秀、技術者
- 1959年 - ちば拓、漫画家（+ 2016年）
- 1959年 - 小笠原和彦、空手家、プロレスラー
- 1959年 - マウロ・マゾッティ、元野球選手、監督
- 1960年 - 西村まさ彦、俳優
- 1962年 - 山西惇、俳優
- 1962年 - 石野竜三、声優
- 1962年 - トレーシー・オースチン、元テニス選手
- 1963年 - 折笠愛、声優
- 1963年 - 田中貴志、ミュージシャン、音楽プロデューサー
- 1964年 - I.N.A、音楽プロデューサー、作曲家、レコーディング・エンジニア、ミュージシャン、マニピュレーター、DJ
- 1964年 - アロンゾ・パウエル、元プロ野球選手
- 1965年 - 髙橋ヒロシ、漫画家
- 1965年 - 寺田和正、実業家
- 1966年 - 永野広一、声優
- 1966年 - ウルティモ・ドラゴン、プロレスラー
- 1966年 - ホイス・グレイシー、柔術家
- 1967年 - 古代祐三、作曲家、編曲家、ゲームプロデューサー
- 1968年 - 上遠野浩平、SF作家
- 1968年 - 栗原正尚、漫画家
- 1968年 - 藤森夕子、グラビアアイドル、女優（元C.C.ガールズ）
- 1968年 - 杉山賢人、元プロ野球選手
- 1968年 - エリック・ミロー、フィギュアスケート選手
- 1969年 - デリック・ホワイト、元プロ野球選手
- 1969年 - ラファエル・ディアス、元プロ野球選手
- 1969年 - クリス・ウィルツ、フィギュアスケート選手
- 1970年 - 伽代子、タレント、女優
- 1970年 - 藤田貴美、漫画家
- 1970年 - 金剛寺美樹、元女優、元タレント
- 1970年 - レジーナ・ホール、女優
- 1970年 - ジェニファー・コネリー、女優
- 1971年 - 坂田聡、俳優
- 1972年 - 村松有人、元プロ野球選手
- 1973年 - 海老原亘、元ハンマー投選手、陸上競技指導者
- 1973年 - 田中陽子、元アイドル
- 1974年 - 立花美哉、元アーティスティックスイミング選手
- 1974年 - ノルベルト・ソラーノ、サッカー選手
- 1975年 - 三浦大輔、劇作家、演出家、映画監督
- 1975年 - 桑島法子、声優
- 1975年 - 吉田尚記、ニッポン放送アナウンサー
- 1975年 - 猿田泰寛、ピアニスト
- 1975年 - クレイグ・ムーア、元サッカー選手
- 1976年 - 林よしはる、お笑い芸人（元カリカ）
- 1976年 - 瀬戸朝香、女優
- 1976年 - 穂坂優子、女優
- 1976年 - 今津寛介、政治家、北海道旭川市長
- 1976年 - 市川友也、元サッカー選手
- 1976年 - ダン・ホーキンス、ミュージシャン（ザ・ダークネス）
- 1977年 - 松島勇気、ミュージカル俳優
- 1977年 - 宮本真希、女優
- 1977年 - 鈴木慶太、福祉事業経営者、元NHKアナウンサー
- 1977年 - 田中寿江、アナウンサー
- 1977年 - 田辺研一郎、元アナウンサー
- 1977年 - 小島宏美、元サッカー選手
- 1977年 - 楊謹華、女優
- 1977年 - ブリジット・ホール、スーパーモデル
- 1978年 - 今野浩喜、お笑い芸人、俳優（元キングオブコメディ）
- 1978年 - たきうえ、お笑い芸人（流れ星☆）
- 1978年 - デリック・デルモア、フィギュアスケート選手
- 1980年 - 春風亭吉好、落語家
- 1980年 - 綾瀬麻理、元ヌードモデル
- 1980年 - 大木優紀、元アナウンサー
- 1981年 - 西尾美香、元プロレスラー
- 1981年 - オロフ・モルク、ヘヴィメタル・ミュージシャン
- 1982年 - 白井眞輝、ミュージシャン（［Alexandros］）
- 1982年 - 加藤あい、女優
- 1982年 - 西田彩香、女優
- 1982年 - 大水洋介、お笑い芸人（ラバーガール）
- 1982年 - 五十嵐元、元バレーボール選手、指導者、体育学者
- 1982年 - ドミトリー・トゥルスノフ、テニス選手
- 1982年 - パーヴェル・レベデフ、フィギュアスケート選手
- 1982年 - アービン・サンタナ、プロ野球選手
- 1983年 - SAA、漫画家
- 1983年 - 未来玲可、元歌手
- 1984年 - ダニエル・アッゲル、元サッカー選手
- 1984年 - 平愛梨、女優
- 1985年 - 貫地谷しほり、女優
- 1985年 - 伊藤海、弁護士、弁理士
- 1985年 - ヘム・ブンティン、マラソン選手
- 1986年 - T・J・ウォード、アメリカンフットボール選手
- 1986年 - 紗羅マリー、ファッションモデル
- 1986年 - 日高光啓、歌手（AAA）
- 1986年 - MIZUHO、ミュージシャン（元ZONE）
- 1987年 - 郷亜里砂、スピードスケート選手
- 1987年 - 田上健一、元プロ野球選手
- 1987年 - シン・サンウ、元プロアイスホッケー選手
- 1988年 - 小林祐梨子、元陸上競技選手
- 1988年 - 宮﨑敏郎、プロ野球選手
- 1988年 - 中元勇作、元プロ野球選手
- 1990年 - 富樫あずさ、グラビアアイドル
- 1990年 - 三村ゆうな、声優
- 1990年 - 米谷卓朗、ラグビー選手
- 1990年 - ビクター・モーゼス、サッカー選手
- 1990年 - V.I、歌手（元BIGBANG）
- 1991年 - 窪田忍、陸上選手
- 1991年 - 小野あつこ、歌手、タレント
- 1992年 - 橋本侑樹、政治家、渋谷区議会議員、元アイドル（元アリス十番）
- 1992年 - ホセ・オスナ、プロ野球選手
- 1993年 - 梨本真輝、陸上競技選手
- 1994年 - YUE、女優、グラビアアイドル
- 1995年 - 山根千佳、タレント
- 1995年 - 伊藤寧々、女優、元アイドル（元乃木坂46）
- 1995年 - 明音亜弥、タレント、元アイドル（風男塾・香月大弥）
- 1996年 - 美山加恋、女優、声優
- 1998年 - 加藤千尋、サッカー選手
- 2000年 - 横野すみれ、グラビアアイドル（元NMB48）
- 2002年 - マーセロ・マイヤー、プロ野球選手
- 2003年 - 田口愛佳、アイドル（AKB48）
- 2003年 - 田倉暉久、アイドル（THE SUPER FRUIT）
- 2003年 - リチャード・エティーリ、陸上競技選手
- 2005年 - 秋山由奈、アイドル（AKB48）
- 2008年 - ゆたぼん、YouTuber
- 生年不詳 - 春日さくら、声優

## 忌日

### 人物
- 592年（崇峻天皇5年11月3日） - 崇峻天皇、第32代天皇
- 884年 - カルロマン、西フランク王国カロリング朝国王（* 866年）
- 900年（昌泰3年11月18日） - 藤原良世、平安時代の公卿（* 823年）
- 1380年（天授6年/康暦2年11月15日） - 大内弘世、守護大名（* 1325年?）
- 1398年（応永5年11月4日） - 足利氏満、第2代鎌倉公方（* 1359年）
- 1481年（文明13年11月21日） - 一休宗純、室町時代の禅僧（* 1394年）
- 1555年（弘治元年閏10月29日） - 武野紹鴎、豪商、茶人（* 1502年）
- 1574年 - セリム2世、オスマン帝国第11代スルタン（* 1524年）
- 1586年 - ステファン・バートリ、ポーランド王（* 1533年）
- 1685年 - ジョン・ペル、数学者（* 1611年）
- 1720年（享保5年11月13日） - 酒井忠挙、江戸幕府寺社奉行、前橋藩主（* 1648年）
- 1766年 - ヨハン・クリストフ・ゴットシェート、劇作家、文学者、思想家（* 1700年）
- 1789年（寛政元年10月26日） - 徳川治貞、第9代紀州藩主、第5代西条藩主（* 1728年）
- 1805年（文化2年10月22日） - 智洞、浄土真宗の僧（* 1736年）
- 1843年 - ヴィレム1世、初代オランダ国王（* 1772年）
- 1849年 - マーク・イザムバード・ブルネル、技術者（* 1769年）
- 1851年 - ジョエル・ロバーツ・ポインセット、第15代アメリカ合衆国陸軍長官（* 1779年）
- 1867年（慶応3年11月17日） - 中岡慎太郎、幕末の志士（* 1838年）
- 1889年 - ヴィクトール・ブニャコフスキー、数学者（* 1804年）
- 1889年 - ロバート・ブラウニング、詩人（* 1812年）
- 1897年 - 浜田彦蔵、通訳・貿易商（* 1837年）
- 1899年 - 池田茂政、第9代岡山藩主（* 1839年）
- 1904年 - ロマン・コンドラチェンコ、帝政ロシアの陸軍少将（* 1857年）
- 1912年 - ルイトポルト、バイエルン王国の王族（* 1821年）
- 1913年 - メネリク2世、エチオピア皇帝（* 1844年）
- 1917年 - アンドリュー・テーラー・スティル、オステオパシー創始者（* 1828年）
- 1921年 - ヘンリエッタ・スワン・リービット、天文学者（* 1868年）
- 1923年 - レイモン・ラディゲ、詩人（* 1903年）
- 1925年 - 依田勉三、北海道開拓者（* 1853年）
- 1939年 - ダグラス・フェアバンクス、俳優（* 1883年）
- 1949年 - 德川義恭、文学者、装丁家（* 1921年）
- 1958年 - ミルティン・ミランコビッチ、地球物理学者（* 1879年）
- 1963年 - テオドール・ホイス、初代ドイツ連邦大統領（* 1884年）
- 1963年 - 小津安二郎、映画監督（* 1903年）
- 1963年 - 福井直秋、作曲家、作詞家（* 1877年）
- 1971年 - 8代目桂文楽、落語家（* 1892年）
- 1977年 - 遊部久蔵、経済学者（* 1914年）
- 1979年 - ポール・ラッシュ、牧師（* 1897年）
- 1980年 - 花郁悠紀子、漫画家 （* 1954年）
- 1982年 - 竹内敏雄、美学者（* 1905年）
- 1985年 - アン・バクスター、女優（* 1923年）
- 1989年 - 田河水泡、漫画家（* 1909年）
- 1994年 - 中河与一、小説家、歌人（* 1897年）
- 1998年 - 隅谷正峯、刀工（* 1921年）
- 1999年 - ジョセフ・ヘラー、小説家（* 1923年）
- 2001年 - 田沢吉郎、元衆議院議員（* 1918年）
- 2002年 - ブラッド・デクスター、俳優（* 1917年）
- 2002年 - 松島栄一、歴史学者（* 1917年）
- 2002年 - 笠原和夫、脚本家（* 1927年）
- 2003年 - ヘイダル・アリエフ、政治家、アゼルバイジャン大統領（* 1923年）
- 2005年 - 関口忠、電気・核融合工学者（* 1926年）
- 2006年 - アラン・シュガート、コンピュータ工学者（* 1930年）
- 2006年 - 郷司裕、元アマチュア野球審判員（* 1932年）
- 2007年 - 内藤寿七郎、日本小児科医会初代会長（* 1906年）
- 2007年 - 衞藤瀋吉、政治学者（* 1923年）
- 2007年 - 山口俊夫、法学者（* 1928年）
- 2007年 - ユーリ・ウォロンツォフ、外交官（* 1929年）
- 2007年 - アイク・ターナー、ミュージシャン（* 1934年）
- 2008年 - タソス・パパドプロス、キプロス大統領（* 1934年）
- 2010年 - 清水貢、高校野球指導者（* 1929年）
- 2013年 - 張成沢、政治家（* 1946年）
- 2019年 - 梅宮辰夫[9]、俳優（* 1938年）
- 2020年 - ジャック・シュタインバーガー、物理学者（* 1921年）[10]
- 2020年 - ジョン・ル・カレ、作家（* 1931年）[11]
- 2020年 - テリー・ケイ、作家（* 1938年）[12]
- 2020年 - 西川右近、舞踊家（* 1939年）[13]
- 2023年 - 巽フサ、日本の長寿者（* 1907年）[14]
- 2023年 - ホーキング青山、お笑いタレント（* 1973年）
- 2024年 - 香川元太郎、画家、イラストレーター、絵本作家（* 1959年）

### 人物以外（動物など）
- 2008年 - ダイタクヘリオス、競走馬、種牡馬（* 1987年）
- 2020年 - イングランディーレ、競走馬、種牡馬（* 1999年）

## 記念日・年中行事
- 憲法記念日（ ロシア）
1993年のこの日、ロシア連邦憲法制定のための国民投票が実施され、ロシア憲法が採択された。
- 独立記念日（英語版）（ ケニア）
1963年のこの日、ケニアがイギリスから独立した。
- 中立の日（ トルクメニスタン）
1995年のこの日、国連総会でトルクメニスタンの永世中立の宣言が承認された。
- 漢字の日（ 日本）

「いい(1)じ(2)いち(1)じ(2)」（いい字一字）の語呂合わせから、日本漢字能力検定協会が1995年に制定。毎年その年の世相を象徴する「今年を表現する漢字（今年の漢字）」を全国から募集し、この日に京都市の清水寺で発表している。
- バッテリーの日（ 日本）

日本蓄電池工業会（現・電池工業会）が1985年に「カーバッテリーの日」として制定し、1991年に「バッテリーの日」に改称した。野球のピッチャーとキャッチャーのことをバッテリーと呼ぶが、それらのポジションを表す数字がそれぞれ"1"と"2"であることに由来する。
- 十二日まち（ 日本）

じゅうにんちまち。埼玉県さいたま市浦和区岸町の調神社及びその西側を通る埼玉県道213号曲本さいたま線（旧中山道）などで行われる祭。
- アグリー・クリスマス・セーター・デイ（ アメリカ合衆国）

クリスマス特有の悪趣味なセーターで着飾るイベントで、2010年代に登場した。
- ジェニィの日（ 日本）

　大阪府大阪市中央区安土町に本社を置き、子供服ブランドを展開する株式会社ジェニィ（JENNI）が2017年（平成29年）に制定。日付は同社の設立月が12月であることから、12といえばジェニィとの思いを込めて12が重なる12月12日に。全国にSHOPを持ち、通販でも人気のジェニィのファッションアイテムの魅力をさらに多くの人に知ってもらうことが目的。
- 山の神様の日（ 日本）

　山の神の誕生日とされ、山の神が山の木の数を数えると言われており、山へ入ってはいけない日。この日に山へ入ると山の神に木と間違われて数えられ、山から帰って来られなくなるという言い伝えがある。
- 水神様の日（ 日本）

　水の神様に感謝をする日。